# Nannothrissa parva
Nannothrissa parva är en fiskart som först beskrevs av Regan, 1917.  Nannothrissa parva ingår i släktet Nannothrissa och familjen sillfiskar. IUCN kategoriserar arten globalt som livskraftig. Inga underarter finns listade i Catalogue of Life.